# Aphyllae
Sous-genre
Aphyllae est un  sous-genre de plantes à fleurs du genre Phalaenopsis et de la famille des Orchidaceae (les Orchidées) qui regroupe les espèces aphylles notamment celles qui étaient classées auparavant dans le genre Kingidium.

## Description et botanique
Les espèces regroupées dans ce sous-genre forment un groupe monophylétique et sont toutes avec un feuillage rudimentaire (aphylle) ressemblant plus à des bractées. Elles se caractérisent également par la présence de quatre pollinies.
Ce sous-genre est l'équivalent de la section Aphyllae dans le classement des Phalaenopsis par  Sweet en 1980.

## Espèces botaniques
- Phalaenopsis hainanensis → Phalaenopsis stobartiana (selon Kew garden world checklist, 03 jan 2013)[1]
- Phalaenopsis honghenensis
- Phalaenopsis minus
- Phalaenopsis stobartiana
- Phalaenopsis taenialis
- Phalaenopsis wilsonii

Cette liste n'a pas fait l'objet de nouvelle publication scientifique depuis 2001 mais une espèce découverte en 2010 semble appartenir à ce sous-genre:
- Phalaenopsis natmataungensis